# Brommy-Platz
Der Brommy-Platz ist ein Platz in Bremen im Stadtteil Östliche Vorstadt, Ortsteil Peterswerder, an der Hamburger Straße und der Hemelinger Straße.
Straßen am Platz
Die am Platz befindlichen Straßen wurden benannt zumeist nach benachbarten Städten als Hamburger Straße, Oranienstraße 1874 nach den Orangen, Am Langen Deich nach dem früheren Deich um die Pauliner Marsch, Hoyaer Straße, Achimer Straße Hildesheimer Straße und Hemelinger Straße; ansonsten siehe beim Link zu den Straßen.

## Geschichte

### Name
Der Platz ist benannt worden nach dem Konteradmiral Karl Rudolf Brommy (1804–1860), der von 1849 bis 1853 Oberbefehlshaber der Reichsflotte, der ersten gesamtdeutschen Marine des Deutschen Reichs von 1848/1849, war.
In der kurzen Zeit bestand diese Flotte maximal aus 12 Schiffen als Fregatten und Korvetten mit der Radfregatte Hansa als Flaggschiff.

### Entwicklung
Die Aufhebung der Torsperre zur Bremer Altstadt und die rechtliche Gleichstellung der Vorstädter mit den Stadtbürgern in der Mitte des 19. Jahrhunderts, machte den Umzug in die Vorstädte attraktiver. Nachdem Teile des Ortsteils Steintor besiedelt waren, dehnte sich die Östliche Vorstadt weiter nach Osten aus. Um 1870 bis 1880 wurden die Anliegerstraßen angelegt. Nach dem Deichbruch von 1881 und dem neuen Deich an der Weser konnte neues Bauland im östlichen Bereich vom Ortsteil Peterswerder gewonnen werden. Im Zweiten Weltkrieg gehörte die Östliche Vorstadt zu den nur sehr gering durch Bombenangriffe zerstörten Stadtteilen.
Der dreieckige Platz entwickelte sich zu einem noch recht ungeordneten Quartiersgrün mit dem Brommy Spielplatz. An jedem ersten oder zweiten Septemberwochenende findet seit 2002 das Brommyfest im Peterswerder statt.

### Verkehr
1879 wurde eine Pferdebahnlinie von Hastedt nach Walle eröffnet und um 1900 elektrifiziert. 1908 erfolgte die Einführung von Liniennummern. Die Linie 3 fuhr um 1920 in östlicher Richtung bis zum Hohwisch (Betriebshof). Um 1939 wurde die Linie 3 bis zum Weserwehr verlängert.
Die Straßenbahnlinie 3 (Gröpelingen – Weserwehr) fährt im Nahverkehr in Bremen auf der Hamburger Straße am Platz vorbei.

## Gebäude und Anlagen am Platz
Den Platz umgeben zwei- bis viergeschossige Wohnhäuser.
- Hoyaer Straße Nr. 11: 2-gesch., verklinkertes, denkmalgeschütztes ehemaliges Lyzeum Schomburg von um 1914 nach Plänen von Hermann Basselmann mit einem Mansarddach und seit den 1970er Jahren mit dem Polizeirevier Steintor, zuständig für die Ortsteile Peterswerder, Fesenfeld, Hulsberg, Steintor und das vordere Hasted.[1]
- Hoyaer Straße Nr. 13: 2-gesch. Wohn- und Geschäftshaus von um 1920 mit einer Werbeagentur
- Hemelinger Straße Nr. 10–14: 3-gesch. verputztes Wohnhaus von um 1910 mit Giebelrisalit als Eckhaus
- Hemelinger Straße Nr. 7: 3-gesch. Wohn- und Geschäftshaus von um 1900 mit der Kneipe Brommy
- Hemelinger Straße Nr. 3: 3-gesch. Wohnhaus von um 1900 mit Satteldach
- Hamburger Straße Nr. 44 Ecke Hemelinger Straße: 3-gesch. Wohn- und Geschäftshaus von um 1900 mit einem Giebelrisalit und Erker an der Ecke.
- Hamburger Straße Nr. 42: 2-gesch. Eckhaus von um 1890 mit dem Ahlenfelder am Brommyplatz;  auch Werder-Bremen-Fankneipe
- Hamburger Straße 45/47: 3-gesch. verputztes Bremer Haus mit mittleren Erker
- Oranienstraße Nr. 2 bis 13 und 17 bis 29: Zumeist 2-gesch. Bremer Häuser von um 1880/90 Jahre
- Hinweis: An der nahen Achimer Straße 59 bis 97 stehen die denkmalgeschützten Arbeiterhäuser der Eugen Kulenkamp-Stiftung, die von 1904 bis 1905 nach Plänen von dem Architekten und Bauunternehmer Hermann Schelb gebaut wurden.

Kunstobjekte, Mahnmale
- Skulptur für den Brommy Platz von 1990 aus Stahl von Wolfgang Wagnerkutschker.